# Lotten Wennberg
Charlotta "Lotten" Christina Wennberg, född 2 juni 1815 i Stockholm, död 4 november 1864 i Klara församling, Stockholm, var en svensk filantrop.
Lotten Wennberg var dotter till brukspatronen på Yxe i Västmanland, kommerserådet J. O. Wennberg. Hennes föräldrar ägde herrgården Yxe i Nora Bergslag, där hon tillbringade sin barndom. Hennes verksamhet inom välgörenhet påbörjades då hon under uppväxten gick med korgar med förnödenheter till behövande i grannskapet under somrarna på landet. Hon utvidgade verksamheten genom att besöka även intilliggande trakter och genom att be om bidrag från bekanta förutom det hon fick av sina föräldrar. Under vintern bodde hon i Stockholm, där hon deltog i societetens sällskapsliv och beskrivs som livlig, själfull och elegant. 
Efter faderns död 1835 påbörjade hon en omfattande välgörenhetsverksamhet och utnyttjade då sina kontakter inom societeten. Vid faderns död ska hans affärer har varit i en sådan oordning att familjen ett tag var nära att bli ruinerad, något som ska ha grundat ett allvarligt intresse för att ägna sig åt välgörenhet. Efter detta ska hon ha gjort välgörenheten till sin livsuppgift, och ägnat sig åt det även i Stockholm under vintrarna. Hon: 
"skaffade hyreshjelp eller husrum åt de husvilla, sjukhjelp eller sjukvård åt fattiga sjuka, skolundervisning åt vanvårdade barn, sopp-polletter åt de hungrande, ved åt dem som fröso, arbetsförtjenst åt dem som ville och kunde arbeta", med "samma allvar som om hon varit dertill af staten tillförordnad och i förhållande derefter aflönad".
Hon ska ha gjort detta med glatt humör och stor energi: till skillnad från vad som var fallet med de flesta andra filantroper under denna tid, ska hon inte ha ägnat sig åt religiösa moralpredikningar i samband med biståndet. Däremot hörde hon sig alltid för hos de nödlidandes församling om dessa "förtjänade" hjälp utifrån deras "tidigare uppförande". Därefter uppvaktade hon fattigvårdsstyrelserna, som hon ansåg i första hand skulle hjälpa, och privatpersoner. Själv gav hon också bidrag, och ska ibland ha pantsatt egna ägodelar för detta syfte.  
Lotten Wennberg var medlem i Jakob och Johannes församlingars Fruntimmers-Skyddsförening, "äfvensom ledamot af alla de välgörande sällskaper inom hufvudstaden, der fruntimmer hafva något att säga". Hon var särskilt verksam inom S:t Jakobs församling, "för hvars presterskap samt skol- och fattigdirektion hon var ett pålitligt stöd". Under koleraåret 1853 var hon sekreterare för centralkommittén och för St Jakobs församlingskomittée av den stora välgörenhetsförening för fattiga barn och nödlidande, där Fredrika Bremer var en ledande medlem: hon beskrivs av Bremer som en drivande kraft i föreningen under epidemin. En förening hon särskilt intresserade sig för och hjälpte till att utveckla var en förening för fattiga gamla kvinnor ur "den bildade klassen".  
Hennes filantropiska verksamhet beskrevs av Fredrika Bremer och Emily Nonnen för Wilhelmina Stålberg, som gav henne en plats i sitt uppslagsverk över kända svenska kvinnor. Lotten Wennberg mottog 1864 en guldmedalj "af åttonde storleken, för berömliga gerningar" av Karl XV för sitt välgörenhetsarbete i Stockholm. Hon avled i vad som kallades stenkräfta 4 november 1864. Vid hennes död stiftade änkedrottning Josefina en fond till hennes minne. Den dåvarande drottningen, Lovisa av Nederländerna, stiftade 10 november "Lotten Wennbergs fond för hjälpbehöfvande" till hennes minne.